# Bergungsschlepper

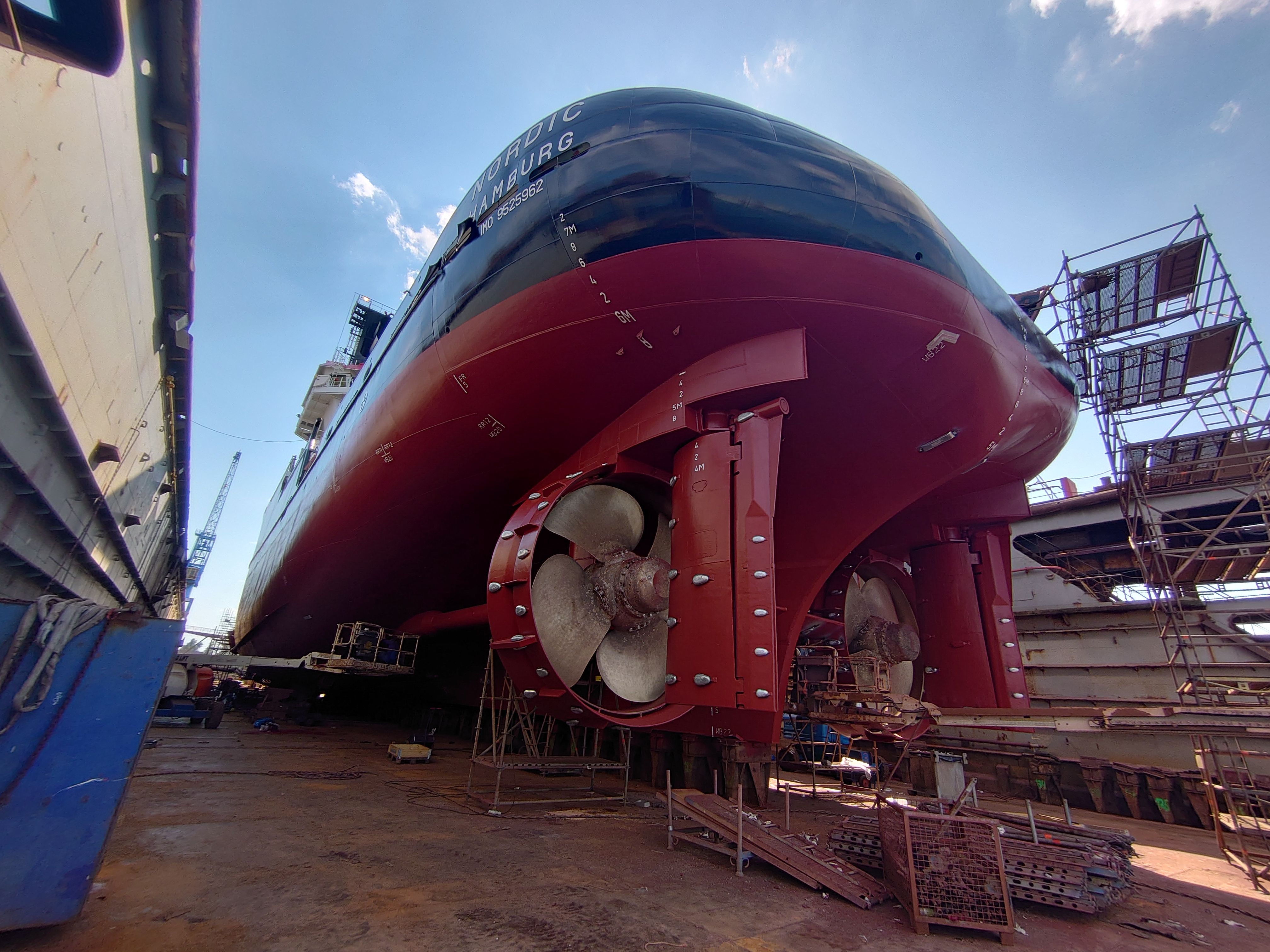
Unterwasserschiff der Nordic mit Propellern in Kortdüse für einen besseren Pfahlzug

Bergungsschlepper (englisch Salvage tugs) sind hochseetüchtige Schlepper mit starker Maschinenanlage, großem Aktionsradius und guter Manövrierfähigkeit, die speziell für die Bergung von Havaristen gebaut und ausgerüstet sind.

## Klasse
Moderne Bergungsschlepper werden in der Schiffsklasse der Emergency Response and Rescue Vessels (ERRVs) geführt. Die Reedereien und Eigentümer dieser Schiffe sind teilweise in nationalen Organisationen wie der Emergency Response and Rescue Vessels Association (ERRVA) im Vereinigten Königreich zusammengeschlossen.
Die speziell als Notschlepper eingesetzten Mehrzweckschiffe oder Bergungsschlepper werden als Emergency Towing Vessel (ETV) bezeichnet.

## Einsatz

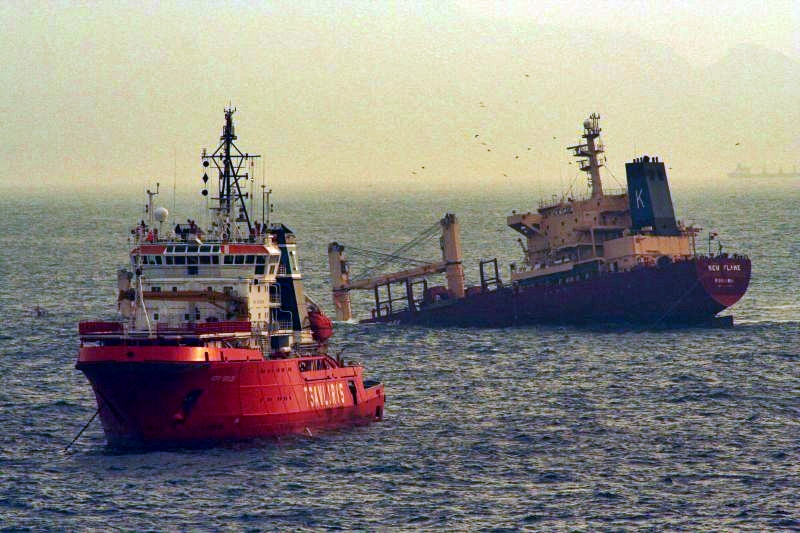
Bergung des Frachters New Flame in der Straße von Gibraltar

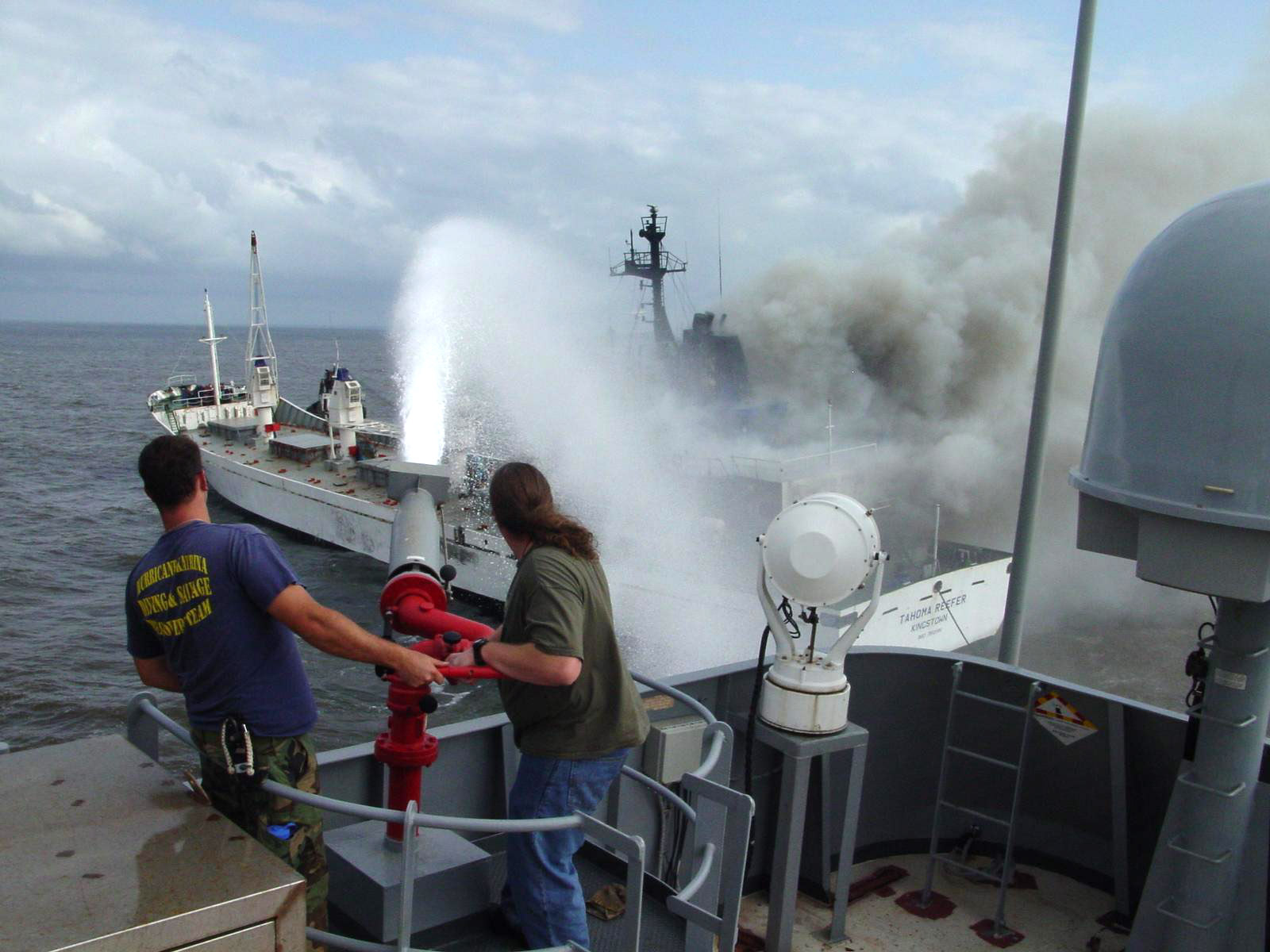
Einsatz eines Feuerlöschmonitors

Bergungsschlepper sind weltweit stationiert, insbesondere in Seegebieten mit hohem Verkehrsaufkommen oder gefährlichen Wetterbedingungen. Wegen eines kontinuierlichen Rückgangs der Schiffshavarien sind zivile Bergungsschlepper heute jedoch kaum noch wirtschaftlich zu betreiben und sie werden deshalb überwiegend in Mehrzweckfunktion als Bergungs-, Hochsee- und Ankerziehschlepper eingesetzt.
Die Ausrüstung besteht aus umfangreichen Schleppeinrichtungen, Feuerlöschmonitoren zur Brandbekämpfung, Fremdlenzanlagen zur Leckbekämpfung, Werkstätten, Schiffskränen und Beibooten.

## Zivile Bergungsschlepper (Auswahl)
| Schiffsname      | Pfahlzug  | Reederei                                     |
| ---------------- | --------- | -------------------------------------------- |
| Nordic           | 201 tbp   | Bugsier-, Reederei- und Bergungsgesellschaft |
| Abeille Bourbon  | 200 tbp   | Abeille International                        |
| Oceanic          | 178 tbp   | Bugsier-, Reederei- und Bergungsgesellschaft |
| Koyo Maru        | 132,5 tbp | Nippon Salvage                               |
| Salvage Champion | 132 tbp   | Asian Marine                                 |
| Baltic           | 127 tbp   | Fairplay Reederei                            |
| Caribbean Fos    | 110 tbp   | Five Oceans Salvage                          |
| Europe           | 50 tbp    | Gigilinis Shipping Group                     |

## Militärische Bergungsschlepper (Auswahl)
| Schiffsklasse    | Pfahlzug | Marine                         |
| ---------------- | -------- | ------------------------------ |
| Sliva-Klasse     | 90 tbp   | Russische Marine               |
| Helgoland-Klasse | 36 tbp   | Deutsche Marine                |
| Powhatan-Klasse  | 54 tbp   | United States Navy             |
| Tuzhong-Klasse   |          | Marine der Volksrepublik China |
| Rügen            | 170 tbp  | Deutsche Marine                |